# Herpestis
Herpestis é um género botânico pertencente à família Plantaginaceae.

## Espécies
Constituido por 120 espécies:
Herpestis acuminata Herpestis acuta Herpestis africana
Herpestis amara Herpestis amplexicaulis Herpestis amplexifolia
Herpestis andicola Herpestis angulata Herpestis arenaria
Herpestis auriculata Herpestis axillaris Herpestis bacopoides
Herpestis beccabunga Herpestis bicolor Herpestis brownei
Herpestis caconapaea Herpestis callitrichoides Herpestis calycina
Herpestis calytriplex Herpestis caprarioides Herpestis caroliniana
Herpestis caespitosa Herpestis chamaedrifolia Herpestis chamaedryoides
Herpestis chrysantha Herpestis ciliata Herpestis cochinchinensis
Herpestis cochlearia Herpestis colubrina Herpestis connata
Herpestis cowellii Herpestis crenata Herpestis cubensis
Herpestis cuneifolia Herpestis decumbens Herpestis depressa
Herpestis diffusa Herpestis divaricata Herpestis domingensis
Herpestis dubia Herpestis egensis Herpestis eiseni
Herpestis elongata Herpestis erecta Herpestis exilis
Herpestis fauriei Herpestis flagellaris Herpestis flexilis
Herpestis floribunda Herpestis glechomoides Herpestis gracilis
Herpestis grandiflora Herpestis gratioloides Herpestis hamiltoniana
Herpestis harmandii Herpestis herniarioides Herpestis humifosa
Herpestis humifusa Herpestis imbricata Herpestis javanica
Herpestis lanceolata Herpestis lanigera Herpestis lanuginosa
Herpestis laxiflora Herpestis linearis Herpestis macrantha
Herpestis madagascariensis Herpestis marginata Herpestis matourea
Herpestis micrantha Herpestis micromonnieria Herpestis monniera
Herpestis monnieri Herpestis monnieria Herpestis monosticta
Herpestis montevidensis Herpestis moranensis Herpestis myriophylloides
Herpestis nigrescens Herpestis obovata Herpestis occultans
Herpestis ovata Herpestis paraguariensis Herpestis parvula
Herpestis peduncularis Herpestis pedunculosa Herpestis pilosa
Herpestis polyadena Herpestis polyantha Herpestis polygonoides
Herpestis pratensis Herpestis procumbens Herpestis pulcherrima
Herpestis pusilla Herpestis pygmaea Herpestis radicata
Herpestis ranaria Herpestis reflexa Herpestis repens
Herpestis reptans Herpestis rotundifolia Herpestis rugosa
Herpestis salzmanii Herpestis salzmanni Herpestis salzmannii
Herpestis scabra Herpestis selaginoides Herpestis semiserrata
Herpestis serpyllifolia Herpestis serpylloides Herpestis sessiliflora
Herpestis spathulata Herpestis stellarioides Herpestis stricta
Herpestis tenella Herpestis thonningii Herpestis tomentosa
Herpestis tweedii Herpestis tweediei Herpestis vandellioides